# Milorad Diskić
Milorad Diskić (en serbe : Милорад Дискић), né le 5 février 1924 à Leskovac et mort le 5 septembre 1985 à Belgrade est un footballeur yougoslave. Il évoluait au poste de défenseur.

## Biographie
Milorad Diskić évolue sous les couleurs du Hajduk Split, du Étoile rouge de Belgrade et du FK Radnički Belgrade.
Il fait partie de l'équipe yougoslave médaillée d'argent aux Jeux olympiques de 1952, mais ne dispute aucun match durant le tournoi.

## Palmarès
| \| HNK Hajduk Split - Championnat de Yougoslavie (1) : - Champion : 1950. \| \| Étoile rouge de Belgrade - Championnat de Yougoslavie (2) : - Champion : 1951 et 1952-53. \| |  | Yougoslavie - Jeux olympiques : - Argent : 1952.                                          |
| HNK Hajduk Split - Championnat de Yougoslavie (1) : - Champion : 1950. |  | Étoile rouge de Belgrade - Championnat de Yougoslavie (2) : - Champion : 1951 et 1952-53. |